# Ёлки 8
«Ёлки 8» (рабочее название — «Ёлки настоящие», стилизован как — «Ёлки ∞») — российский комедийный новогодний фильм 2021 года компании Bazelevs режиссёров Антона Богданова, Александры Лупашко, Варвары Маценовой, Якова Юровицкого и Василия Зоркого с продюсерами: Антон Богданов, Вадим Соколовский, Илья Бурец, Тимур Асадов, Михаил Чечельницкий, Василий Балашов и Яна Лебедева. Фильм является восьмым основный во франшизе «Ёлки», не учитывая спин-офф «Ёлки лохматые» (2014), а также последним в первоначальной последовательности. В главных ролях: Ольга Бузова, Сергей Светлаков, Иван Ургант и Филипп Киркоров. Основные сюжетные линии включают: спасение друга из депрессии, организацию открытия термального сезона, помощь в погашении долгов, а также поиски родственной души и семейного счастья. Съемки проходили в различных городах России, включая Пермь, Тюмень, Красноярск, Зеленоград, Саранск, Уфу, Екатеринбург и Нижний Новгород. Слоган фильма: «Как встретишь новый год, так его и проведёшь!».
Фильм вышел в ограниченный прокат в кинотеатрах 16 декабря 2021 года, 30 декабря 2021 года восьмая часть вышла на ivi. Фильм получил высокую долю критики в мировой прессе с критикой игры актёров и самоповторов предыдущих частей. Фильм имел кассовый провал, собрав чуть более 70 миллионов рублей по всему миру, став самой низкокассовой в киносерии.
Следующий фильм, «Ёлки 9», был выпущен в декабре 2022 года.

## Сюжет
В Саранске Женя устроит настоящий праздник, чтобы вывести из уныния друга Борю, и ему не помешает лежащий без чувств Дед Мороз. В Тюмени Юля сделает всё для того, чтобы открытие термального сезона состоялось, и её планам не помешает скверный характер приглашённой звезды. В Екатеринбурге геймер Федя повзрослеет и решится помирить возлюбленную с её бывшим парнем. В Уфе организатор мероприятий Пётр возьмётся за сутки осуществить безумный план жены олигарха. В Перми Ксюша отомстит экс-жениху за украденные идеи, потом подумает и только тогда попробует разобраться в ситуации.

## В ролях
Константин Хабенский — рассказчик
Новелла «Снежная любовь»
- Режиссёр-постановщик: Александра Лупашко
- Авторы сценария: Евгений Кулик, Дмитрий Балуев
- Оператор-постановщик: Антон Миронович
- Художник-постановщик: Алексей Ашарин

| Актёр              | Роль                                |
| ------------------ | ----------------------------------- |
| Евгений Кулик      | Федя, геймер из Екатеринбурга / Орк |
| Татьяна Орлова     | мама Феди                           |
| Виктория Агалакова | Люся, девушка Феди                  |
| Екатерина Шумакова | Лена, подруга Люси                  |
| Олег Гаас          | Жора, бывший парень Люси            |
| Глеб Бочков        | Приколист                           |
| Ксения Радченко    | Гостья                              |
| Екатерина Десятова | Гостья                              |
| Роман Лифанов      | Эльф                                |

Новелла «Звёзды сошлись»
- Режиссёр-постановщик:* Варвара Маценова
- Автор сценария: Иван Петухов
- Оператор-постановщик: Андрей Горецкий
- Художник-постановщик: Виктория Сорокина

| Актёр              | Роль                               |
| ------------------ | ---------------------------------- |
| Анна Ивина         | Глаша, девочка из детской хирургии |
| Дарья Мороз        | мама Глаши                         |
| Виктор Добронравов | папа Глаши                         |
| Дмитрий Калихов    | Витя, мальчик из хирургии          |
| Антон Богданов     | папа Вити                          |
| Дмитрий Рудков     | охранник                           |

Новелла «Новогодний старт-ап»
- Режиссёр-постановщик: Антон Богданов
- Автор сценария: Михаил Шулятьев
- Оператор-постановщик: Олег Лукичёв
- Художник-постановщик: Анастасия Ищенко

| Актёр                  | Роль                                 |
| ---------------------- | ------------------------------------ |
| Дарья Коныжева         | Оксана («Окси»), айтишник из Перми   |
| Микита Воронов         | Артём, девелопер, бывший парень Окси |
| Александр Золотовицкий | Ильдус, девелопер                    |
| Александр Николаев     | Лео, девелопер                       |
| Егор Петров            | Юджин                                |
| Анастасия Плоскова     | блондинка                            |
| Алан Дэнгоев           | охранник                             |
| Андрей Буканков        | прохожий                             |

Новелла «В городе счастливых людей»
- Режиссёр-постановщик: Яков Юровицкий
- Авторы сценария: Алексей Южаков, Михаил Артемьев, Иван Петухов
- Оператор-постановщик: Дмитрий Борзыкин
- Художник-постановщик: Ада Разумова

| Актёр                | Роль                         |
| -------------------- | ---------------------------- |
| Софья Присс          | Юля, ивентор из Тюмени       |
| Елена Валюшкина      | мама Юли                     |
| Илья Семёнов         | папа Юли                     |
| Никита Тарасов       | организатор                  |
| Стас Старовойтов     | камео                        |
| Ольга Бузова         | камео                        |
| Елена Нащёкина       | Маргарита                    |
| Сергей Рубашкин      | таксист                      |
| Денис Рекало         | промоутер                    |
| Дарья Букарова       | массажистка                  |
| Сергей Евдокимов     | банщик                       |
| Тимур Абитов         | экскурсовод                  |
| Михаил Матвеев       | мужчина в горячих источниках |
| Елизавета Романова   | кассир                       |
| Александр Рожковский | молодой парень               |
| Михаил Люфанов       | водитель такси               |
| Никита Петров        | прохожий из Тюмени           |

Новелла «Как в Лапландии»
- Режиссёр-постановщик: Василий Зоркий
- Авторы сценария: Василий Зоркий, Полина Веденяпина
- Оператор-постановщик: Евгения Абдель-Фаттах

| Актёр            | Роль                           |
| ---------------- | ------------------------------ |
| Никита Ефремов   | Пётр, ивентор из Москвы        |
| Александр Робак  | Орехов, бизнесмен из Уфы       |
| Анна Чиповская   | Ксения, жена бизнесмена из Уфы |
| Полина Пушкарук  | Алиса, ивентор из Уфы          |
| Артём Шевченко   | Тёма                           |
| Арина Маракулина | Маша                           |
| Константин Ивлев | шеф-повар                      |
| Филипп Киркоров  | охранник ЧОПа                  |

Новелла «Dead Moroz»
- Режиссёр-постановщик: Варвара Маценова
- Автор сценария: Василий Зоркий
- Оператор-постановщик: Антон Дроздов-Счастливцев
- Художник-постановщик: Денис Бауэр

| Актёр                 | Роль                              |
| --------------------- | --------------------------------- |
| Сергей Светлаков      | Евгений                           |
| Ирина Архипова        | Оля, жена Евгения                 |
| Арсений Тур           | Боря, сын Евгения                 |
| Варвара Майорова      | Зоя («Заря»), дочь Евгения        |
| Иван Ургант           | Борис                             |
| Алиса Сапегина        | Оля, жена Бориса                  |
| Имран Челабиев        | Боря, сын Бориса                  |
| Антон Морозов         | Дед Мороз                         |
| Галина Анисимова      | Лида, соседка Евгения             |
| Мохамед Абдель Фаттах | Елизар, потомственный ясновидящий |
| Сергей Бубнов         | Толик, шаман                      |
| Вячеслав Евлантьев    | Сухов, участковый                 |
| Мария Смольникова     | Снегурочка                        |

## Создание
Съёмки фильма проходили в Перми и Тюмени в августе, в Красноярске и Зеленограде в сентябре, в Саранске в октябре, в Уфе в ноябре 2021 года, а также в Екатеринбурге и Нижнем Новгороде.

## Премьера
Предпоказ картины состоялся 13 декабря 2021 года в тюменском кинотеатре «Киномакс» и саранском кинотеатре «Россия», а позже 15 декабря в нижегородском киноцентре «Рекорд», уфимском кинотеатре «Родина» и красноярском Доме кино. Премьера фильма состоялась 16 декабря 2021 года в пермском кинотеатре «Синема Парк Планета» и в небольшом количестве других кинотеатрах России. 30 декабря 2021 года фильм вышел на ivi.
Перед премьерой ряд крупных кинотеатров России отказались от показа фильма из-за того, что через две недели после кинопремьеры фильм должен выйти в онлайн-кинотеатре ivi.ru.

## Отзывы и оценки
«Ёлки 8» получили в основном негативные отзывы в прессе. Ни одно издание не опубликовало положительный обзор.
Видеоблогер Евгений Баженов опубликовал разгромный видеообзор на «Ёлки 8», в котором высмеял фильм и объявил, что качество франшизы окончательно скатилось.
Владислав Шуравин из Film.ru посчитал, что к восьмой части «Ёлок» окончательно перешли от магистральной морали и назойливо-милой сентиментальности в «анекдоты, а их герои — в юродивых, манипуляторов, и прочих негодяев, которые почему-то всегда получают желаемое. „Ёлки“, конечно, никогда не скрывали своей сказочности, но здесь калейдоскоп пошлых моралей способен утомить даже особо чувствительных: оказывается, если быть честным, любить маму и папу и поставить пару лайков в TikTok на видео с грустной историей, фортуна тебе обязательно улыбнётся».
Тимур Алиев из «Киноафиши» также отметил, что «„Ёлки 8“ превращаются в то, к чему мы давно привыкли благодаря популярности YouTube, сделав из кино не просто бездушный аудиовизуальный контент, а самый обычный 90-минутный выпуск рекламы, которая без ложной скромности возвышается над фасадом позитивной мотивации».
Константин Баканов из «Собеседника» отметил, что «фильм „Ёлки 8“ создан вопреки обещаниям продюсеров не возвращаться больше к серии после „Ёлок последних“».
Скандал вызвал даже постер фильма. Норвежский фотограф Стиг Ховард Дирдал обвинил дизайнеров постера в копировании композиции его фотографии.

## Продолжение
Несмотря на кассовый и критический провал «Ёлок 8», 1 декабря 2022 года в прокат вышел фильм под названием «Ёлки 9», который имеет совершенно другую сюжетную линию, отличную от предыдущих картин. Главные роли исполнили Виктория Агалакова, Евгений Кулик, Фёдор Добронравов, Григорий Калинин, Елена Захарова, Ростислав Бершауэр, Валерия Человечкова. Шоураннером проекта стал популярный комедийный блогер Евгений Кулик, который известен по ролям в фильмах «Я худею», «Толя-робот», «Остров». Тизер-трейлер вышел 3 октября 2022 года.